# Agios Efstratios
Agios Efstratios (em grego:  Άγιος Ευστράτιος - "Santo Eustrácio") é uma ilha da Grécia, ao norte do arquipélago das Cíclades (Kiklades), também conhecida pelo nome Ai Stratis (em grego:  Άι Στράτης). 
Situa-se no norte do mar Egeu a cerca de 30 km a sudoeste de Lemnos e a 80 km a noroeste de Lesbos. Em conjunto com Lemnos e alguns ilhéus próximos forma a unidade periférica de Lemnos, parte da periferia do Egeu Setentrional.
Tem cerca de 210 habitantes permanentes. A ilha deve o seu nome a Santo Eustrato, que vivie na ilha no século IX, como exilado, porque se opunha à política iconoclasta do imperador bizantino Leão V, o Arménio. O seu túmulo ainda hoje é mostrado pelos habitantes da ilha.

## Geografia
Agios Efstratios é uma pequena ilha vulcânica no norte do Mar Egeu de 42 km2, e é a terceira menor da prefeitura de Lesbos, situando-se entre Lesbos e Limnos.
O solo é de origem vulcânica e o maior vale da ilha fica na parte noroeste, no que foi outrora uma vinha ao longo de Alonitsi. O pico mais alto da ilha atinge 298 m.
A ilha tem muito pouca vegetação no nordeste, onde há pequenas florestas de carvalhos dispersos. Ao redor da ilha existem várias ilhotas como Daskalio, Velia, e o ilhéu dos Doze Apóstolos.
As praias da ilha são Agios Antonios, Agiou Dimitriou, Agia Nikola, Trigari, Ftylio, Lidario e Gournias Tripiti, mas só são acessíveis por barco.